# Lindsay Hairston
Lindsay "Spider" Hairston (nacido el 8 de diciembre de 1951 en Detroit, Míchigan) es un exjugador de baloncesto estadounidense con pasaporte francés, que disputó una temporada en la NBA, desarrollando el resto de su carrera en la liga francesa. Con 2,01 metros de estatura, jugaba en la posición de ala-pívot.

## Trayectoria deportiva

### Universidad
Jugó durante tres temporadas con los Spartans de la Universidad Estatal de Míchigan, en las que promedió 15,8 puntos y 11,0 rebotes por partido. Fue incluido en el mejor quinteto de la Big Ten Conference en sus dos últimas temporadas, liderando en ambas la conferencia en rebotes.

### Profesional
Fue elegido en la sexagésimo cuarta posición del Draft de la NBA de 1975 por Detroit Pistons, con los que jugó una temporada, en la que promedió 5,8 puntos y 3,8 rebotes por partido.
El resto de su carrera transcurrió en Francia, donde jugó tanto en la Natinale 1 y la Nationale 2, competición en la que se proclamó campeón en dos ocasiones, en 1981 vistiendo la camiseta del Chorale Roanne Basket, y en 1986 con la de su gran rival, el Cholet Basket. En 1984 se proclamó además campeón de la Copa Korać con el ÉB Pau-Orthez, a pesar de no poder disputar la competición debido a que, a pesar de estar nacionalizado francés, no habían pasado los tres años reglamentarios para ser admitido como nacionalizado, toda vez que el Orthez ya contaba con otros dos jugadores norteamericanos.

## Estadísticas de su carrera en la NBA

### Temporada regular
| Temporada | Edad | Equipo          | Liga | Pos. | P  | TIT | MIN  | TC  | TCA | %TC  | 3P | 3PA | %3P | TL  | TLA | %TL  | R.OF. | R.DEF. | REB | ASIS | ROB | TAP | PER | FP  | PTS |
| 1975-76   | 24   | Detroit Pistons | NBA  | SF   | 47 |     | 13.9 | 2.2 | 4.9 | .456 |    |     |     | 1.4 | 2.4 | .580 | 1.4   | 2.4    | 3.8 | 0.4  | 0.4 | 0.7 |     | 1.8 | 5.8 |
| Total     |      |                 | NBA  |      | 47 |     | 13.9 | 2.2 | 4.9 | .456 |    |     |     | 1.4 | 2.4 | .580 | 1.4   | 2.4    | 3.8 | 0.4  | 0.4 | 0.7 |     | 1.8 | 5.8 |